# Кировский колледж музыкального искусства имени И. В. Казенина
Кировский колледж музыкального искусства имени И. В. Казенина – среднее специальное учебное заведение в Кирове. 
Является единственным в области учебным заведением, выпускающим профессиональные кадры для образовательных учреждений и концертных организаций Кировской области. 

## История
В 1937 году по инициативе пианиста Игоря Викентьевича Казенина и скрипача Михаила Николаевича Синицына учебное заведение было открыто. Директором стал Игорь Викентьевич. В классы фортепиано, струнных и духовых инструментов, вокала было принято 24 человека.
В первые годы училище находилось в довольно стесненных условиях. Для профильных предметов арендовалось четыре класса в музыкальной школе, занятия по специальностям проводились у педагогов на дому, общеобразовательные предметы преподавались в обычных школах.
Деятельность заведения сразу приобрела внимание. Отчетные концерты студентов и сольные выступления преподавателей собирали массу слушателей. Только за 1938–1939 учебный год училищем было проведено 27 публичных выступлений.
Первый выпуск не состоялся в связи с началом Великой Отечественной войны, работа училища была приостановлена. Однако уже в ноябре 1941 года деятельность была восстановлена. Преподаватели и студенты развернули в годы войны широкую концертную деятельность, выступали в госпиталях, военных частях и вокзалах. Всего было дано около 400 выступлений. Полученные средства передавались в фонд 5-й танковой колонны им. С. М. Кирова и в фонд семей погибших фронтовиков.
Постепенно происходило расширение училища. В 1945 году открылось дирижёрско-хоровое отделение, в 1947 – отделение народных инструментов (класс баяна), а в 1957 году – класс домры и балалайки. Училищу передали в 1954 году помещение по адресу Спасская улица, 19. Там находились 8 учебных классов и небольшой концертный зал. В течение 50-х годов открылись учебные заведения в Вятских Полянах, Зуевке, Кирово-Чепецке, Нолинске, Омутнинске, Сосновке.
При Владимире Васильевиче Зеферове, который стал директором в 1957 году, заведение продолжило активно развиваться. Так, в 1967 году училище вновь переезжает в свое нынешнее помещение, здание бывшего магазина Клобукова. Начинается подготовка актеров театра, преподавателей творческих дисциплин, художников-оформителей. В те годы, при училище работало художественное отделение, ставшее в последствии основой для Вятского художественного училища имени А. А. Рылова.
В 70-е — 80-е годы училище все активнее начинает выполнять просветительскую работу. Концертные бригады разъезжают по городу и области, проводятся «Дни музыки» на предприятиях, проходят лекции-концерты. В 1980 году училище награждается Почетным дипломом Министерства культуры СССР за большую концертно-шефскую работу, а в 1987 году коллектив училища был награжден Грамотой Верховного Совета РСФСР.
К 80-м годам количество учащихся достигает 800 человек. К основному зданию добавляется пристрой с 28 классами и большим концертным залом на 320 мест. Создается направление по игре на эстрадных инструментах. В училище проводятся конкурсы исполнителей, конкурс импровизации на фортепианном отделении, конкурс вокальных ансамблей на дирижерско-хоровом отделении, конкурс инструментальных ансамблей на народном отделении и конкурс на лучшую ведущую концерта на теоретическом отделении, а также конкурсы и олимпиады по теории и композиции. Начинается создание сектора педагогической практики по типу детской музыкально школы-семилетки с целью подготовки будущих педагогов-музыкантов. Это в том числе привело к созданию в 1990 году детской музыкальной школы.
В 1992 году открывается отделение народного сольного и хорового пения, а в 2006 – эстрадного пения. Статус колледжа был получен заведением в 2004 году, а в 2007 году ему было присвоено имя основателя – Игоря Викентьевича Казенина.

## Направления подготовки
В настоящее время колледж осуществляет следующие направления подготовки:
Музыкальное искусство эстрады
- Инструменты эстрадного оркестра
- Эстрадное пение

Инструментальное исполнительство
- Фортепиано
- Оркестровые струнные инструменты
- Оркестровые духовые и ударные инструменты
- Инструменты народного оркестра

Вокальное искусство
Сольное и хоровое народное пение
Хоровое дирижирование
Теория музыки

## Руководители
- И. В. Казенин
- М. Н. Синицын
- М. Н. Гуревич
- Н. С. Белехов
- Л. А. Бобровский
- В. В. Зеферов (1957—1974)
- Б. Н. Скальный (1974—1988)
- В. Г. Боев (1988—2022)
- В. Ю. Князев (с 2022)

## Известные выпускники
Стены училища в разное время покинуло немало прославленных деятелей культуры:
- Народные артисты Российской Федерации – В. Круглов, Т. Воробьева, В. Герасимов
- Заслуженный работник культуры, доцент Санкт-Петербургского университета культуры и искусства – Г. Насонова
- Участники Российского национального симфонического оркестра – А. Морилов, Л. Леушин, А. Кропотов, Е. Субботин, Е. Зыкова и И. Вылегжанина
- Участник оркестра имени Е. Светланова – А. Шпарвардт
- Участник оркестра Санкт-Петербургской филармонии имени Д. Д. Шостаковича – А. Микаелян
- Лауреат международных конкурсов, солист знаменитого оркестра народных инструментов имени Осипова – Д. Дмитриенко
- Лауреат международных конкурсов, второй дирижер оркестра народных инструментов «Москва» – И. Мокеров
- Победитель междугородного конкурса в Монтезе (Италия) – А. Дударев
- Заслуженный артист Российской Федерации, певец–солист Камерного хора под управлением В. Минина – Д. Белосельский
- Солист–бас Большого театра – Р. Гасимов
- Солист–тенор Мариинского театра – С. Семишкур